# Ramaria watlingii
Ramaria watlingii är en svampart som beskrevs av R.H. Petersen 1989. Ramaria watlingii ingår i släktet Ramaria och familjen Gomphaceae.   Inga underarter finns listade i Catalogue of Life.